# 三船留吉
三船 留吉（みふね とめきち、1909年（明治42年）2月10日 - 1983年（昭和58年）1月7日）は、日本の社会運動家、実業家。日本共産党員でありつつ、特別高等警察（特高）のスパイとして活動した。「小林多喜二を売った男」として知られている。

## 経歴
秋田県由利郡川内村（現由利本荘市）生まれ。1928年頃に上京し、旋盤工として働きながら、1930年10月、全国労働組合同盟（全労）亀戸分会に加入、東京・下町の労働運動に参加した。やがて非合法の組合運動に接近する中で、検挙・拘留を繰り返し、1930年頃警視庁特高課毛利基直属のスパイとなった。
1931年6月15日、コミンテルン上海出張所(極東部)組織部長イレール・ヌーランとその妻が上海租界警察に逮捕されるという「上海ヌーラン事件」を誘発した。同年共産青年同盟（共青）中央委員、のち組織部長となった。この年日本共産党に入党した。1931年から1932年にかけて、共青中央委員会をほとんど壊滅させる任務をやり遂げた。
1933年2月20日、東京・赤坂の喫茶店を連絡場所に指定してプロレタリア作家小林多喜二を呼び寄せた。この直後、多喜二は張り込んでいた特高警察官らにより検挙され、翌日築地警察署内で虐殺されたことから、三船は戦後「小林多喜二を売った男」として知られるようになった。同年3月、共青中央事務局長伊藤律の入党を推薦した。3月上旬、谷口直平の推薦により党中央委員となり、4月末-5月初め、特高のスパイとなっていた大泉兼蔵の抜擢により党東京市委員長を兼務することとなった。
この時期中央委員が相次いで逮捕された原因が調査される中で、党東京市委員袴田里見によりスパイの疑いがもたれ、1933年5月頃、三船への査問が決定した。査問委員長になった大泉兼蔵は、30分ほどでスパイの嫌疑なしと結論したが、袴田は再査問を要求した。再査問開催の直前に、三船は自ら招集した会議の参加者とともに検挙され、偽装検挙を果たし再査問を逃れた。6月21日付「赤旗」は「挑発者香川の除名に関する決定」を掲載、本名・写真・経歴は調査中ながら、香川（＝三船）が山下平次・谷口直平・山本正美ら党中央幹部や、党地区・党東京市委員会・日本労働組合全国協議会（全協）東京支部のメンバーらを特高当局に売り渡した、当人は「党内のインテリがテロに動揺して労働者である自分を追い出そうとしている。我々は、党からインテリ出を追い出し、労働者で固めなくてはならぬ」と主張していた、等と書き、同年6月15日付で党が三船を除名したことを伝えた。さらに8月21日付「赤旗」は顔写真入りで「スパイ香川(本名三船)の判明せる素性」を掲載、三船は出所後に再び党下部組織に潜りこもうとしていた、1931年度には既にスパイであった、等と弾劾した。
1939年春頃、吾嬬精機鋼業に鉄鋼職人として入社し、数年勤務の後、退社。満州国へ渡り、敗戦後シベリア抑留された。1949年7月20日、引揚。富山市で事業を起こして関西電力の有力下請け会社に成長させ、実業家として成功を収めた。
三舵、武田、佐原、水原、香川、久喜等いくつもの変名を用いていた。スパイ発覚後、婿養子となり名を変えて別人として生き、家族にも過去を一切語ることがなかったという。